# Metagraphinotus
Metagraphinotus es un género de arácnido  del orden Opiliones de la familia Gonyleptidae.

## Especies
Las especies de este género son:
- Metagraphinotus arlei
- Metagraphinotus berlae
- Metagraphinotus catharinensis
- Metagraphinotus pectinifemur
- Metagraphinotus sooretamae
- Metagraphinotus trochanterspinosus